# Antonina Seredina
Antonina Seredina (em russo:  Антонина Александровна Середина, Lovtsovo, Tver, 23 de dezembro de 1929 – 2 de setembro de 2016) foi uma velocista russa na modalidade de canoagem.

## Carreira
Foi vencedora das medalhas de Ouro em K-1 500 m e K-2 500 m em Roma 1960 e da medalha de Bronze em K-2 500 m em Cidade do México 1968